# Musikjahr 1520
Liste der Musikjahre

◄◄ | ◄ | 1516 | 1517 | 1518 | 1519 | Musikjahr 1520 | 1521 | 1522 | 1523 | 1524 | ► | ►►

Weitere Ereignisse
Dieser Artikel behandelt das Musikjahr 1520.

## Ereignisse

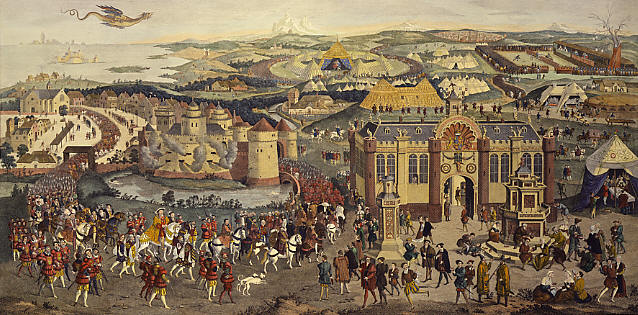
Field of the Cloth of Gold von James Basire, 1774, Stich nach einem zeitgenössischen Ölgemälde, vorne links Heinrich VIII.

- 07. Juni – 24. Juni: Der König von Frankreich, Franz I., und der König von England, Heinrich VIII., treffen sich auf dem Camp du Drap d’Or (engl. Field of the Cloth of Gold, dt. Feld des Güldenen Tuches), einem Ort in der französischen Gemeinde Balinghem zwischen Ardres und Guînes in der Nähe von Calais. Die diplomatische Zusammenkunft in einem provisorischen Heereslager erhält ihren Namen später durch die prunkvolle Gestaltung der Zeltunterkünfte und der luxuriösen goldbestickten Kostüme, mit der die beiden Delegationen einander beeindrucken und ausstechen wollen. Offizielles Ziel des Treffens ist die Verbesserung der Beziehungen zwischen den Königshäusern. Die Herrscher werden von ihren Hofkapellen begleitet, die für das musikalische Rahmenprogramm zuständig sind. Leiter der Hofkapelle von Franz I. ist Jean Mouton, Leiter der Hofkapelle von Heinrich VIII. ist William Cornysh.
- Martin Agricola ist Musiklehrer in Magdeburg. Als sich die Reformation in der Stadt durchsetzt, schließt Agricola sich ihr an.
- Bonifacius Amerbach, der zuvor in Basel und Freiburg im Breisgau studiert hatte, beendet von 1519 bis 1525 seine Ausbildung an der Universität Avignon, wo er Schüler von Andreas Alciatus ist. Sein Studium wird er mit einer Promotion zum Doktor beider Rechte abschließen.
- Jakob Arcadelt ist von 1516 bis 1524 Chorknabe („vicariot“) unter den Chorleitern Lambert Masson und Charles de Niquet an der Kollegiatkirche St. Aubain seiner Heimatstadt Namur.
- Pietro Aron, der seit 1516 Priester in Imola ist, arbeitet von 1520 bis Juni 1522 dort als Sänger an der Kathedrale und gibt in der Stadt Musikunterricht.[1]
- Hans Buchner ist Domorganist am Münster zu Unserer Lieben Frau in Konstanz.
- Vincenzo Capirola ist in Venedig tätig. Einer seiner Schüler vollendet in Venedig das so genannte Capirola-Lautenbuch.
- Marco Cara steht seit 1495 und bis 1525 als Lautenvirtuose im Dienst der Familie Gonzaga in Mantua, die zu seiner Zeit Künstler aller Richtungen fördert.
- Carpentras ist Kapellmeister der päpstlichen Kapelle in Rom unter dem Medici-Papst Leo X., der ein begeisterter Gönner der Musik und der Künste ist.
- Marco Antonio Cavazzoni wirkt zwischen 1517 und 1524 in Venedig als Sänger am Markusdom und Organist an Santo Stefano. 1520–1521 hält er sich im Vatikan auf, um vor Papst Leo X. aufzutreten.
- Nicolas Champion ist als Kanoniker-Kantor in Lier Nachfolger des verstorbenen Kantors Nicolas de Leesmeester. Er bleibt weiterhin zeitweilig im Dienst der Hofkapelle Karls V.
- Josquin Desprez ist seit 1504 Propst an seiner früheren Wirkungsstätte Condé-sur-l’Escaut. Er wird als monsieur le prevost messire Josse des pres bezeichnet. Die Stellung ist für den ehemaligen Kapellmeister nicht nur wegen seines dortigen Haus- und Grundbesitzes attraktiv, sondern noch mehr wegen der guten Personalausstattung der Kirche und der Qualität der dortigen Musikausübung, die nur noch von der Kathedrale in Cambrai und von Saint-Vincent in Soignies übertroffen wird. Der Propst hat hier (nach einer Aufstellung aus dem Jahr 1523) die weltliche Macht im Kirchensprengel inne und ist der Vorgesetzte des Dekans, des Schatzmeisters, von 25 Kanonikern, 18 Kaplänen, 16 Vikaren und sechs Chorknaben, dazu einigen Priestern ohne Pfründe; in den aufwändig gestalteten Gottesdiensten wirkt in der Regel ein Chor aus den Vikaren und Chorknaben mit, so dass bis zu 22 musikgeübte Stimmen zur Verfügung stehen und bis zu sechsstimmige Werke aufgeführt werden können. In dieser Stellung wirkt Josquin Desprez 17 Jahre lang bis zu seinem Lebensende.
- Sixt Dietrich, der in Konstanz Lehrer der Chorknaben in Musik und Latein ist und im Vorjahr zum Diakon geweiht wurde, erhält am 30. April 1520 Pfründe am Münster in Konstanz.
- Antonius Divitis ist Sänger der Hofkapelle des französischen Königs Franz I.
- Juan de Espinosa wirkt um 1520 in Toledo, obwohl er als in Burgos tätiger Kanoniker erwähnt wird.
- Costanzo Festa, der möglicherweise bei Jean Mouton in Paris studiert hat, ist seit 1517 päpstlicher Kapellsänger in Rom und wird später Leiter dieses Chores.
- Franchinus Gaffurius ist Kapellmeister am Dom zu Mailand.
- Johannes Galliculus wirkt – wie aus den Veröffentlichungen des Leipziger Humanisten Christoph Hegendorf hervorgeht – um das Jahr 1520 und danach als Musiker in Leipzig.
- Heinrich Glarean hält sich während seiner Studienzeit von 1517 bis 1522 in Paris auf und lernt dort auch Jean Mouton kennen.
- Lupus Hellinck, der im Herbst 1519 nach Brügge zurückgekehrt ist, wirkt als Priester und Chormitglied von St. Donatian.
- Nikolaus Herman ist Kantor und Lehrer an der Lateinschule in St. Joachimsthal.
- Hans Kugelmann ist seit 1518 in der Hofkapelle Kaiser Maximilians I. angestellt.
- Jacotin Le Bel ist bis 1520 als Sänger in der Privatkapelle von Papst Leo X. in Rom tätig.
- Georg Liban hält Vorlesungen an der Universität Krakau und ist von etwa 1506 bis 1528 an der Schule der Marienkirche als Kantor, seit 1514 als Rektor tätig. Er unterrichtet lateinische Prosodie, Griechisch und Musik.

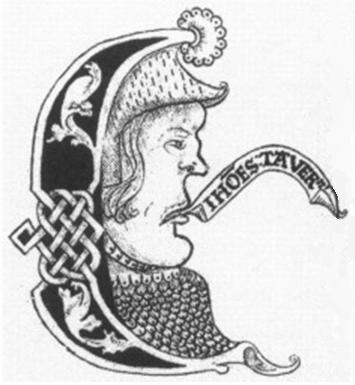
Über das Leben und Aussehen des englischen Komponisten John Taverner gibt es nur sehr wenige Informationen. Möglicherweise ist er im Forrest-Heyther Partbook (erstellt um 1520) in einem dekorativen „großen E“ abgebildet, versehen mit der lateinischen Sprachrolle: Joh (ann) es Tavern (er).

- Johannes Lupi ist Chorknabe an der Kathedrale Notre-Dame in seiner Heimatstadt Cambrai und erlebt somit eine Ausbildung an einer der bedeutendsten kirchlichen Musikzentren der damaligen Zeit.
- Jean l’Héritier ist für Papst Leo X. in Rom tätig.
- Jachet de Mantua gehört 1519 bis 1520 als „maestro Giachetto cantor“ dem Haushalt der Familie Rangoni in Modena an.
- Francesco Canova da Milano arbeitet für Papst Leo X. in Rom.
- Jean Mouton ist – wie Antonius Divitis – Mitglied der Hofkapelle von Franz I. Im Jahr 1520 nimmt er an dem Treffen des französischen und englischen Hofs auf dem Camp du Drap d’Or (engl. Field of the Cloth of Gold) teil.
- Marbrianus de Orto ist premier chapelain der Hofkapelle des Herzogs der Burgundischen Niederlande Karl, der am 23. Oktober 1520 zum Kaiser gewählt wird.
- Giordano Passetto, der von 1509 bis 1520 das Amt des Organisten an SS. Giovanni e Paolo in Venedig innehatte, ist ab 1520 bis kurz vor seinem Tod Kapellmeister an der Kathedrale von Padua.
- Francesco Patavino, der bereits von Juli 1512 bis Juni 1513 in Treviso als Maestro di Capella an der Kirche San Francesco tätig war, wird Kapellmeister am Dom von Treviso. Seine Anwesenheit in Treviso ist bis 1528 dokumentiert.
  - Francisco de Peñalosa, der Mitglied der königlichen spanischen Kapelle war, ist seit Spätsommer 1517 Sänger an der päpstlichen Kapelle von Papst Leo X. in Rom. Peñalosa übt dieses Amt mindestens bis zum Tode Leos X. im Jahr 1521 aus; anderen Quellen zufolge sogar bis 1523.
  - Matteo Rampollini, der von 1515 bis 1520 als Sänger an der Kirche Basilica di San Lorenzo in Florenz in Diensten der Familie Medici tätig war, wird 1520 Nachfolger von Bernardo Pisano als Leiter des Knabenchores an der Kathedrale Santa Maria del Fiore in Florenz und ist gemeinsam mit Philippe Verdelot auch im dortigen Baptisterium San Giovanni tätig.
- Georg Rhau muss 1520 Leipzig aufgrund seiner reformationsfreundlichen Haltung verlassen und wird als Schulmeister in Eisleben und später in Hildburghausen angestellt.
- Konrad Rupff, der in direkten Kontakt mit der Wittenberger Bewegung gekommen ist, lernt 1520 Andreas Bodenstein kennen.
- Arnolt Schlick ist 1520 möglicherweise bei der Kaiserkrönung Karls I. als Organist beteiligt, wobei seine Schilderung des Ereignisses Unklarheiten offen lässt.
- Ludwig Senfl verbleibt auch nach dem Tod Kaiser Maximilians I. (1519) in dessen Hofkapelle, bis zu deren Auflösung im Jahr 1520. Nach der Auflösung ist Senfl an verschiedenen Orten des deutschen Reiches aktiv: So etwa in Augsburg, als Herausgeber des Liber selectarum cantionum (Grimm und Wirsung, 1520). Es handelt sich um den ersten Motettendruck nördlich der Alpen in Chorbuchformat, der Kardinal Matthäus Lang von Wellenburg gewidmet ist und in den Senfl neben eigenen Werken u. a. auch Motetten von Pierre de La Rue, Heinrich Isaac, Josquin des Prés, Jacob Obrecht und Jean Mouton aufnimmt, die das Repertoire der kaiserlichen Hofkapelle widerspiegeln.
- Claudin de Sermisy wirkt als Geistlicher in der Diözese Noyon und – wie Antonius Divitis und Jean Mouton – als Sänger der Hofkapelle von König Franz I. von Frankreich. Wahrscheinlich hat er auch an den festlichen Messen mitgewirkt, die anlässlich des Treffens von König Franz mit dem englischen König Heinrich VIII. auf dem Camp du Drap d’Or vom 7. bis 10. Juli 1520 aufgeführt werden.
- Philippe Verdelot begibt sich spätestens 1520/1521 nach Florenz.
- Adrian Willaert, der Kapellmeister in den Diensten des Mailänder Kardinals Ippolito I. d’Este ist, wird im September 1520, nach dem plötzlichen Tod seines Dienstherren, in die Hofkapelle von dessen Bruder Alfonso aufgenommen.

## Instrumentalmusik

### Für Laute
- Capirola Lautenbuch (zusammengestellt von einem Schüler von Vincenzo Capirola)

### Für Virginal
- Unbekannter Künstler – 10 Werke für Virginal oder Orgel: Noten und Audiodateien im International Music Score Library Project

## Vokalmusik

### Geistlich
- Andrea Antico (Hrsg.)
  - Motettensammlung Motetti novi e chanzoni franciose a quatro sopra doi: Noten und Audiodateien im International Music Score Library Project
  - Motettensammlung Motetti novi, Libro 2: Noten und Audiodateien im International Music Score Library Project
  - Messensammlung Missarum, 2. Buch: Noten und Audiodateien im International Music Score Library Project
- Antoine Brumel – Antiphon Da pacem, Domine: Noten und Audiodateien im International Music Score Library Project
- Josquin Desprez – Motette Benedicta es, coelorum regina: Noten und Audiodateien im International Music Score Library Project
- Costanzo Festa – Motette Maria Virgo, prescripta: Noten und Audiodateien im International Music Score Library Project
- Jacotin Le Bel – Motette Interveniat pro rege nostro zu 4 Stimmen (veröffentlicht 1519 und 1520; auch als Interveniat pro Gabrieli veröffentlicht 1526)
- Bernardo Pisano – Musica di messer Bernardo Pisano sopra le canzone del Petrarcha (veröffentlicht bei Ottaviano Petrucci in Fossombrone)
- Ludwig Senfl (Hrsg.) – Motettensammlung Liber Selectarum Cantionum (Liber selectarum cantionum quas vulgo mutetas appellant: Noten und Audiodateien im International Music Score Library Project); darin:
  - Rätselkanon Salve sancta parens

### Weltlich
- Pierre de la Rue – Chanson Leal schray tante: Noten und Audiodateien im International Music Score Library Project

## Musiktheoretische Schriften
- Pier Maria Bonini – Acutissime observationes
- Juan de Espinosa
  - Tractado de principios de música práctica e theórica sin dexar ninguna cosa atrás („Traktat der Prinzipien der praktischen und theoretischen Musik“), Toledo
  - Tractado breve de principios de canto llano („Kurzer Traktat über die Prinzipien des Kirchengesangs“), Toledo
- Franchino Gaffori – Apologia adversus Ioannem Spatarium
- Johannes Galliculus – Isagoge de compositione cantus (Leipzig 1520 und Wittenberg 1553; als „Libellus de compositione cantus“, Wittenberg 1538)
- Georg Rhau – Enchiridion musicae mensuralis: Noten und Audiodateien im International Music Score Library Project

## Geboren

### Genaues Geburtsdatum unbekannt
- Joan Brudieu, katalanischer Komponist und Kirchenmusiker († 1591)

### Geboren um 1520
- Krzysztof Borek, polnischer Komponist († nach 1573)
- Girolamo Cavazzoni, italienischer Organist und Komponist († nach 1577)
- Benedictus de Drusina, Lautenist († zwischen 1578 und 1582)
- Ludovicus Episcopius, franko-flämischer Komponist, Sänger und Kleriker († 1595)
- Vincenzo Galilei, italienischer Lautenist, Musiktheoretiker und Komponist († 1591)
- Georg Gerle, aus dem Allgäu stammender Lautenmacher († 1591)
- Giacomo Gorzanis, italienischer Komponist und Lautenist († zwischen 1575 und 1579)
- Sigmund Hemmel, württembergischer Komponist und Hofkapellmeister († 1565)
- Adrian Le Roy, französischer Lautenist, Musikverleger und Komponist († 1598)
- Jacob Praetorius der Ältere, deutscher Organist und Komponist († 1586)
- Francesco Portinaro, italienischer Komponist und Humanist († um 1578)
- Christoph Schweher, deutschböhmischer Gymnasiallehrer, römisch-katholischer Geistlicher, Verfasser geistlicher Lieder († 1593)
- Wacław z Szamotuł, polnischer Komponist († um 1560)
- Gérard de Turnhout, franko-flämischer Komponist, Sänger und Kapellmeister († 1580)
- Antonio Valente, italienischer Organist, Cembalist und Komponist († um 1600)
- Stephan Zirler, deutscher Komponist und Hofbeamter († 1568)

## Gestorben

### Gestorben um 1520
- Johannes Galliculus, deutscher Komponist und Musiktheoretiker (* um 1490)
- Filippo de Lurano, italienischer Komponist, Sänger und Kleriker (* um 1470)
- Adam Rener, franko-flämischer Komponist und Sänger (* um 1482)
- Erhart Öglin, deutscher Buchdrucker mit dem Schwerpunkt Notendruck (* um 1470)